# Parque natural

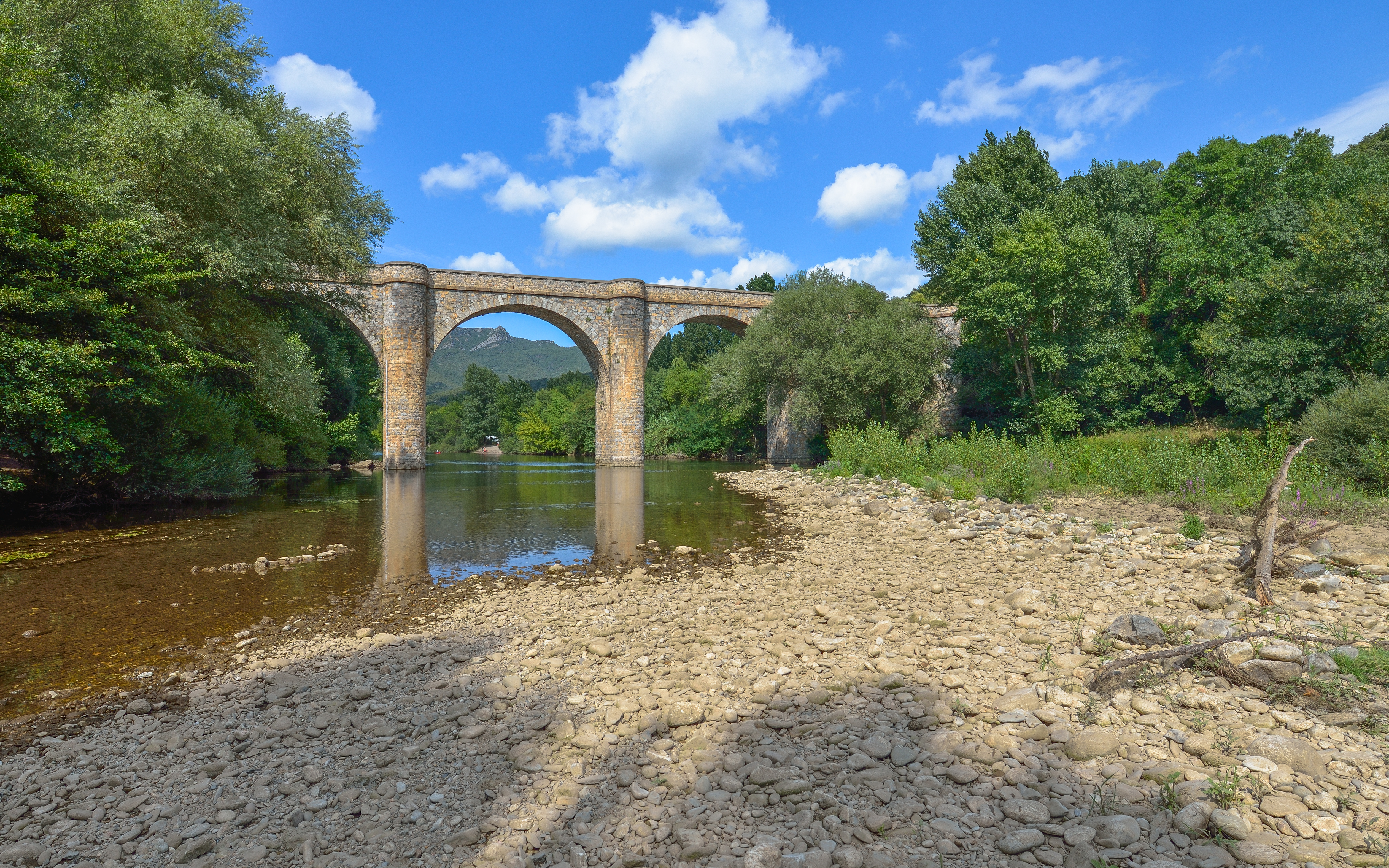
Parque natural regional do Haute Languedoc, França

Um parque natural é um tipo de área protegida que tem como objetivo preservar o patrimônio natural e cultural de uma região, proporcionando à população local um ambiente de lazer e fomentando atividades econômicas que tenham como base a proteção do meio ambiente. Originários inicialmente da França, onde são chamados parcs naturels régionaux (parques naturais regionais), mais tarde se difundiram para outros países, como Portugal, Alemanha, Espanha e Brasil.
Um parque natural pode possuir áreas para acampamento, canoagem, caminhadas e piqueniques. Muitos parques naturais são centros turísticos, por abrigarem monumentos naturais e bens culturais relevantes.

## Parques naturais no Brasil
No Brasil a legislação não prevê a existência de parques naturais iguais aos definidos pelas legislações portuguesa ou francesa, que permitem nesta área protegida a presença de propriedades privadas e atividades econômicas. O equivalente brasileiro aos parques naturais portugueses e franceses é a categoria denominada Área de Proteção Ambiental (APA), importada do modelo português, e que igualmente permite, dentro da área protegida, a existência de propriedades privadas e atividades econômicas, contanto que sigam determinadas restrições que são estabelecidas com o objetivo de proteger o ambiente natural local.
A legislação ambiental brasileira também conta com outra categoria de área protegida com nomenclatura muito semelhante, mas cujo modelo é significativamente distinto, chamada “Parque Natural Municipal”, e que é a equivalente municipal do modelo de Parque Nacional. Já, nesta categoria, é proibida a propriedade privada (ou se existente deve ser desapropriada) e as atividades econômicas não constam entre os objetivos principais, embora sejam estimuladas indiretamente através de atividades educativas e turísticas.

## Parques naturais em Portugal
Em Portugal os parques naturais permitem em seu interior a propriedade privada e atividades econômicas, embora devam seguir uma série de restrições, como ocorre na legislação francesa que baseou o conceito.
No país, existem cerca de 14 Parques Naturais:
- Montesinho
- Douro Internacional
- Litoral Norte
- Alvão
- Serra da Estrela
- Tejo Internacional
- Serras de Aire e Candeeiros
- Serra de São Mamede
- Sintra-Cascais
- Arrábida
- Sudoeste Alentejano e Costa Vicentina
- Vale do Guadiana
- Ria Formosa
- São Miguel